# Herland Station
Herland Station (Herland stoppested) var en jernbanestation på Bergensbanen, der lå ved gården Herland i Arna i den nuværende Bergen kommune i Norge.
Stationen åbnede som holdeplads 10. juli 1916. Den blev nedgraderet til trinbræt 1. oktober 1958 og nedlagt 11. december 1966. Stationen lå mellem de nu ligeledes nedlagte Romslo Station og Takvam Station. De nærmeste stationer der stadig er i drift er Trengereid Station og Arna Station.
Stationsbygningen er revet ned.